# Glenea lugubris
Glenea lugubris là một loài bọ cánh cứng trong họ Cerambycidae.